# Ceromitia durbanica
Ceromitia durbanica là một loài bướm đêm thuộc họ Adelidae. Loài này có ở Nam Phi.